# 橙黄鲨
橙黄鲨（学名：Cirrhoscyllium expolitum），又名喉鬚鮫，是軟骨魚綱鬚鯊目喉鬚鮫科橙黄鲨属的其中一種鱼类。

## 分布
本魚分布於西太平洋區，包括菲律宾吕宋北部以及广东沿海和海南岛、中國南海等海域。该物种的模式产地在中国。

## 深度
一般生活于亚热带近海较深区域，180至190米深度。

## 特徵
本魚體呈圓柱形，稍平扁。眼睛橢圓形，口下位，成對的觸鬚在咽喉上；體側具深色鞍狀斑的彩色斑紋，沒有光或深色的斑點，在腹部上面的鞍狀斑圓延續至腹鰭基底上面，沒有環紋的鰓部。體長可達34公分。

## 生態
本魚棲息於大陸棚，屬卵胎生，肉食性。

## 經濟利用
無經濟價值，做下雜魚處理。